# 莫蓋爾尼察

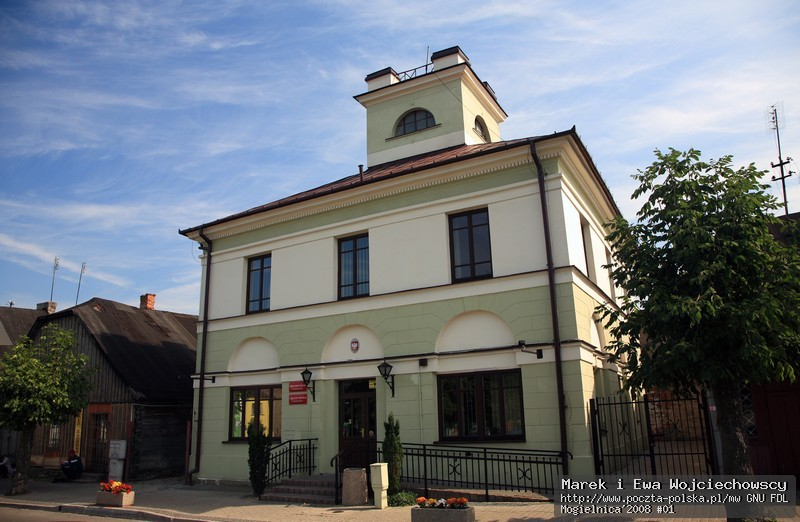

莫蓋爾尼察是波蘭的城鎮，位於該國中部，由馬佐夫舍省負責管轄，始建於1249年，面積12.98平方公里，2006年人口2,461。第二次世界大戰期間，納粹德國在該鎮設立集中營。

## 外部連結
- Mogielnica official website. （页面存档备份，存于）  （波兰語）
- Mogielnica Family Research Group （页面存档备份，存于）
- Jewish Community in Mogielnica （页面存档备份，存于） on Virtual Shtetl